# Сборная Лапландии по футболу
Сборная Лапландии по футболу — национальная футбольная команда саамов, живущих в северной части Норвегии, Швеции, Финляндии и России. Сборная не является членом ФИФА и УЕФА и, следовательно, не принимает участия в их турнирах.
С 2003 года сборная входит в организацию NF-Board, проводящую матчи неофициальных сборных.

## Достижения
В ноябре 2006 сборная Лапландии приняла участие и победила в первом кубке «VIVA World Cup» в Окситании, организованном NF-Board. Лапландия вместе с Окситанией и Монако претендовали на победу. Саамские футболисты забили 42 мяча в 3 матчах.

## Чемпионат 2008
С 7 по 13 июля 2008 года Лапландия принимала второй чемпионат мира среди сборных-членов NF-Board. Турнир прошёл в городе Елливаре в шведском лене Норрботтен. Саамская команда заняла 4 место в групповом турнире, но в матче за третье место сумела переиграть сборную Иракского Курдистана 3:1. Лучшим бомбардиром сборной Лапландии на турнире стал Микаэль Эйра, забивший 3 мяча.

## ConIFA World Football Cup
Сборная Лапландии по футболу принимала участие в первом кубке ConIFA World Football Cup («Чемпионате мира по футболу среди команд непризнанных государств мира») — международном футбольном турнире, который проводился организацией Confederation of Independent Football Associations для команд, являющихся её членами. Турнир проводился с 1 по 8 июня 2014 года в шведском городе Эстерсунде.

## Международные матчи
| Дата           | Место проведения  | Соперник           | Счёт   |
| -------------- | ----------------- | ------------------ | ------ |
| 13 июля 2008   | Лапландия         | Иракский Курдистан | 3 — 1  |
| 12 июля 2008   | Лапландия         | Прованс            | 4 — 2  |
| 11 июля 2008   | Лапландия         | Падания            | 0 — 2  |
| 9 июля 2008    | Лапландия         | Ассирия            | 0 — 1  |
| 7 июля 2008    | Лапландия         | Иракский Курдистан | 2 — 2  |
| 24 ноября 2006 | Йер               | Монако             | 21 — 1 |
| 23 ноября 2006 | Йер               | Монако             | 14 — 0 |
| 20 ноября 2006 | Йер               | Окситания          | 7 — 0  |
| 4 ноября 2005  | Северный Кипр     | Северный Кипр      | 2 — 6  |
| 3 ноября 2005  | Северный Кипр     | Косово             | 1 — 4  |
| 28 июля 2004   | Лапландия         | Северный Кипр      | 1 — 1  |
| 7 августа 1998 | Швеция            | Эстония            | 0 — 0  |
| июль 1992      | Эстония           | Эстония            | 1 — 2  |
| июнь 1991      | Лапландия         | Эстония            | 2 — 1  |
| октябрь 1990   | Эстония           | Эстония            | 0 — 2  |
| июнь 1987      | Аландские острова | Аландские острова  | 0 — 1  |
| июнь 1986      | Лапландия         | Аландские острова  | 2 — 0  |
| июнь 1985      | Аландские острова | Аландские острова  | 2 — 4  |